# Seiken no Blacksmith
Seiken no Blacksmith (聖剣の刀鍛冶 Seiken no Burakkusumisu?, lit. El herrero de la Espada Sagrada), conocida como La espada sagrada en Hispanoamérica y España, es una serie de novelas ligeras escritas por Isao Miura e ilustradas por Luna, que comenzó a publicarse desde noviembre del 2007 por la editorial MF Bunko J de Media Factory. Además, Kōtarō Yamada realizó una adaptación a un manga, publicado en la revista Monthly Comic Alive en marzo del 2009. De este, el primer tankōbon se publicó el 23 de junio de 2009. Asimismo, Manglobe realizó una adaptación al anime, emitida del 3 de octubre al 19 de diciembre de 2009.

## Argumento
Cecily es salvada por un joven llamado Luke, después de perder su espada con la cual estaba luchando, va en busca de un herrero lo cual es el mismo joven que la salvó para que le haga una espada, pero el joven le dice que no ya que no puede pagarle y Cecily lo trata de convencer. El joven es todo un misterio y con el propósito de que le haga la espada comienzan sus aventuras junto al joven herrero Luke.

## Personajes

### Principales
Cecily Campbell (セシリー・キャンベル Seshirī Kyanberu?)
Es una joven caballero perteneciente a la Caballeros Guardianes Hausman, defensores de la tercera ciudad comercial independiente. Todos fueron caballeros en las generaciones anteriores de la familia Campbell. Ella se unió a los Caballeros para seguir los pasos de su padre, después de que este muriera de una enfermedad. Su tenacidad y decisión de proteger a las personas o la ciudad es su fuerza en el combate, en contraste con su falta de experiencia en el mismo. Su pelo y ojos son rojos. Es la mujer que empuña a Aria, se presume que tiene cierto interés en luke.
Luke Einsworth (ルーク・エインズワース Rūku Einzuwāsu?)
Es un chico asocial que vive en las afueras de la ciudad de las siete, cerca del bosque. Es el herrero del taller "Lisa". Tiene la habilidad de forjar Espadas de la tecnología y crear una espada única llamada el brazo de la espada. Es serio y trata de no involucrarse mucho con las personas. Su misión es forjar la Espada Sagrada para sellar a Valbanill.Tiene sentimientos por Cecily pero no lo demuestra.
Lisa (リサ Risa?)
Es la asistente de Luke. Parece una persona buena con los jóvenes. Ayuda a Luke a forjar espadas con una habilidad especial. Pronto se sabe que Lisa es un demonio creado por sí misma antes de morir mediante un pacto con el diablo (por eso lleva la sangre de Valbanill) a manos de Valbanill para proteger a Luke su amigo de la infancia y ayudarlo en su herrería, de ahí su habilidad ocular de crear espadas.
Aria (アリア?)
A Cecily se le pidió que proteja a esta mujer. En realidad es una espada, la espada demoniaca del viento, es capaz de tener dos apariencias tanto humana como en forma de espada, pero en el fondo es un demonio. En el transcurso de la historia se verán más espadas como ella. Su cántico de transformación es: "Despierta, alcanza la verdad, controla el viento y... mata a Dios". El destino de su existencia es matar a Valbanill, su creador y el de todas las espadas demoniacas que nacieron del odio hacia él, de ahí el final del cántico de todas estas espadas "y mata a Dios" refiriéndose a su creador Valbanill.

### Secundarios
Hannibal Quasar (ハンニバル・クェイサー Hannibaru Kueisā?)
Es el capitán de Cecily, luchó en la última guerra contra los demonios hace 44 años.
Hugo Housman (ヒューゴー・ハウスマン Hyūgō Hausuman?)
Justina Albright (ジャスティーナ・オルブライト Jasutīna Oruburaito?)
Patty Baldwin (パティ・ボルドウィン Pati Barudowin?)
Reginald Drummond (レジナルド・ドラモンド Rejinarudo Doramondo?)
Charlotte E. Firobisher (シャーロット・フィーロビッシャー Shārotto Fīrobisshā?)
Doris (ドリス Dorisu?)
Margot (マーゴット Māgotto?)
Penelope (ペネロペ Penerope?)
Lisa Oakwood (リーザ・オークウッド Rīza Ōkuuddo?)
Fio Atkins (フィオ・アトキンス Fio Atokinsu?)
Lucy Cambell (ルーシー・キャンベル Rūshī Kyanberu?)

### Antagonistas
Siegfried (シーグフリード Shīgufurīdo?)
Jack Strader (ジャック・ストラダー Jakku Sutoradā?)
Augustus Arthur (オーガスタス・アーサー Ōgasutasu Āsā?)
Francisca (フランシスカ Franshisuka?)
Evadne (エヴァドニ Evadoni?)
Antiguo Caballero (老騎士 Rō kishi?)
Elsa (エルザ Eruza?)

## Anime
La transmisión del anime comenzó el 3 de octubre de 2009 y finalizó el 19 de diciembre de 2009 por el estudio mangoble con 12 capítulos y con la dirección de Masamitsu Hidaka.

### Banda sonora
Opening
Episodios 01 - 12 "JUSTICE of LIGHT" by Mayumi Gojo
Ending
Episodios 01 - 12 "Miracle Happy Day (みらくるハッピーディ)" by Aki Toyosaki

### Episodios
| #  | Título                                                               | Estreno                 |
| -- | -------------------------------------------------------------------- | ----------------------- |
| 1  | «Caballero» Hispanoamérica: «Caballero»                              | 3 de octubre de 2009    |
| 2  | «El contrato con el demonio - Valbanill» Hispanoamérica: «Valnanill» | 10 de octubre de 2009   |
| 3  | «Espada» Hispanoamérica: «Espada»                                    | 17 de octubre de 2009   |
| 4  | «Promesa» Hispanoamérica: «Promesa»                                  | 24 de octubre de 2009   |
| 5  | «Lazos» Hispanoamérica: «Juntos»                                     | 31 de octubre de 2009   |
| 6  | «Princesa» Hispanoamérica: «Princesa»                                | 7 de noviembre de 2009  |
| 7  | «Familia» Hispanoamérica: «Familia»                                  | 14 de noviembre de 2009 |
| 8  | «Partida resolución» Hispanoamérica: «Resolución»                    | 21 de noviembre de 2009 |
| 9  | «Lisa» Hispanoamérica: «Lisa»                                        | 28 de noviembre de 2009 |
| 10 | «Tragedia» Hispanoamérica: «Tragedia»                                | 5 de diciembre de 2009  |
| 11 | «Sinceridad» Hispanoamérica: «La verdad»                             | 12 de diciembre de 2009 |
| 12 | «Herrero» Hispanoamérica: «Blacksmith»                               | 19 de diciembre de 2009 |